# Trastorn de l'espectre autista en els mitjans de comunicació
La representació del trastorn de l'espectre autista en els mitjans de comunicació, com passa amb moltes altres persones neurodivergents, es basa en una imatge popular de les persones autistes i l'autisme en si que sovint es basa en informació inexacta, donant lloc a tergiversacions. La percepció del públic sobre l'autisme és sovint la base d'aquestes representacions de ficció en novel·les, biografies, pel·lícules i sèries de televisió.
Sovint, aquestes representacions tenen la intenció de provocar la pietat i la preocupació del públic pel tema, amb la perspectiva de la persona autista rarament mostrada realment, deixant al públic desconegut de l'autisme i el seu diagnòstic. Des de la pel·lícula Rain Man (1988) i particularment a partir de la dècada del 2000, la moda de la síndrome d'Asperger i del savi autista ha donat lloc a una representació de caràcters i habilitats atípiques (per exemple, la capacitat de multiplicar un gran nombre sense calculadora) en els mitjans de comunicació, equiparat erròniament, pels espectadors, amb representacions precises de totes les persones autistes i del mateix autisme.
Algunes pel·lícules recents com Pastís de pera amb lavanda (2015) presenten personatges autistes inspirats en persones reals. També hi ha un debat emergent per fomentar la interpretació de personatges autistes per part d'actors que són ells mateixos autistes.

## Història
Des de la dècada del 1970, les representacions fictícies de persones amb autisme, inclosa la síndrome d'Asperger i altres trastorns de l'espectre autista, s'han tornat cada cop més habituals. L'ampliació dels criteris de diagnòstic de l'autisme a la dècada del 1990 va provocar «transformacions en les representacions de l'autisme», en particular amb el descobriment de la síndrome d'Asperger. Des de la dècada del 1990 i del 2000, la síndrome d'Asperger es va posar de moda a la televisió, al cinema i a la ficció.
L'autisme és generalment poc conegut als mitjans de comunicació, cosa que provoca moltes tergiversacions. Fins a la dècada del 1990, segons la sociòloga francesa Brigitte Chamak, les representacions dels mitjans de comunicació es van centrar principalment en persones que intentaven educar nens autistes.

## Televisió i cinema
Segons Brigitte Chamak, les pel·lícules que dataven de l'època en què l'autisme es considerava un trastorn rar i només es referia als nens muts van donar lloc a pel·lícules que representaven intents d'educació infantil, tal com va il·lustrar L'infant salvatge de François Truffaut el 1970, el documental Ce gamin, là de Renaud Victor, el 1975, i les pel·lícules més poc conegudes d'Alfred i Françoise Brauner, dedicades al seu centre educatiu de Saint-Mandé, i realitzades entre 1967 i 1996.

### Documentals

#### Autism Every Day
Autism Every Day (Autisme a diari) és una pel·lícula documental estatunidenca de 2006 patrocinada per Autism Speaks i produïda per Lauren Thierry, Jim Watkins i Eric Solomon. Consisteix principalment en entrevistes amb mares de nens autistes, i va ser seleccionat per a una projecció especial al Festival de Cinema de Sundance el 2007.
Aquest documental se centra en l'estrès i la desesperació ocasional que comporta criar nens amb autisme. És criticat pel Moviment pels drets dels autistes:
| « | Tot i que Thierry, sens dubte, volia dir la veritat, gran part de les imatges d'Autism Every Day són característiques de la programació de no-ficció dissenyada per atraure audiència. I aquestes revelacions fosques i incòmodes són només un aspecte de la convivència amb nens amb autisme. […] Tepper Singer és ella mateixa una mare amb autisme que, al vídeo Autism Every Day, parla de voler saltar del pont de George Washington amb la seva filla autista. Moltes persones autistes i famílies amb nens autistes han reaccionat amb indignació i fàstic a la declaració de Singer i fins i tot han establert una connexió entre ella i Karen McCarron. | » |

| « | [la pel·lícula] va rebre crítiques substancials dels defensors dels drets dels discapacitats per la seva concentració en la condició de problemes i dificultats, especialment per als pares. Va crear particular controvèrsia quan una de les mares entrevistades, parlant de les lluites que havia patit per buscar una escola per al seu fill, va comentar que l'única raó per la qual no havia posat la seva filla autista al cotxe i saltar d'un pont era perquè té una altra filla, que no té autisme. | » |

#### 孤独症
孤独症 / Gūdú zhèng (Autisme) és un documental xinès, subtitulat i traduït a l'anglès sota el títol Children of the Stars. 星星的孩子 / Xīngxīng de háizi, en català «nen de les estrelles», és una expressió utilitzada a Taiwan per descriure nens autistes. Aquest documental se centra en l'Institut de Recerca Educativa Xingxingyu de Pequín (北京星星雨教育研究所), creat el 1993 a Pequín per Tian Huiping. El 1992, va viatjar de Chongqing a Pequín per buscar ajuda per al seu fill autista. Va posar en marxa l'escola un any després. Finançada únicament amb donacions, aquesta escola és la primera institució no governamental xinesa destinada a acollir nens autistes. Ofereix un programa educatiu d'11 setmanes, basat en el mètode ABA.

#### The Horse Boy
Basada en el llibre autobiogràfic del mateix nom (The Horse Boy: A Father's Quest to Heal His Son, 2009), The Horse Boy (El noi dels cavalls, 2009) és una pel·lícula dirigida per Michel Orion Scott i distribuïda per Zeitgeist Films que segueix la recerca de Rupert Isaacson i la seva esposa, Kristen Neff, per trobar la curació del seu fill autista, Rowan, després de descobrir que l'estat de Rowan sembla millorar amb el contacte amb cavalls. La família abandona la seva llar a Texas en un ardu viatge a Mongòlia.

#### Le Cerveau d'Hugo
Le cerveau d'Hugo (El cervell d'Hugo) és un documental francès dirigit per Sophie Révil l'any 2012. Durant 1 hora i 35 minuts s'endinsa en la vida d'Hugo, un jove autista diagnosticat d'Asperger des de molt jove. El documental tracta tots els aspectes de la vida d'un Aspie disseccionant comportaments com ara dificultats amb les relacions socials o fins i tot amb el llenguatge i interessos limitats (aquí el piano). Paral·lelament al llargmetratge, el documental ofereix el testimoni d'infants, adolescents i adults amb síndrome d'Asperger.
Molt acceptat, aquest documental té un impacte real en la visió de l'autisme i la seva desmediatització.

### Pel·lícules de ficció
Des de la dècada del 1970, han aparegut personatges en pel·lícules i televisió amb trets que es podrien descriure com a «espectre de l'autisme». Els personatges es van presentar o descriure com obertament autistes, o es van dissenyar amb molts trets propis del transtorn de l'espectre autista (TEA).

#### Filmografia

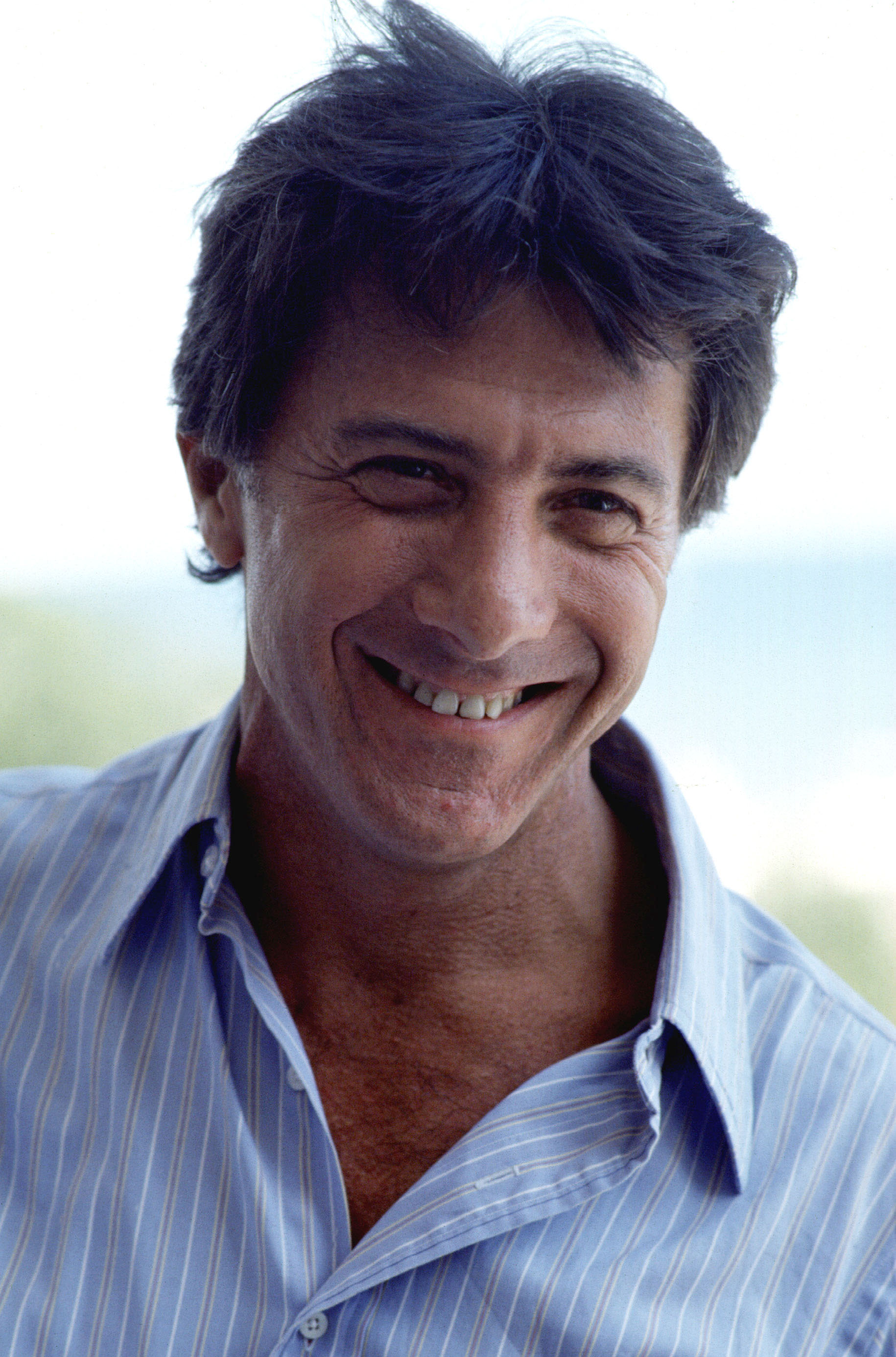
Dustin Hoffman va rebre un Oscar al millor actor pel seu paper a Rain Man, 1989

- 1988: Rain Man de Barry Levinson; La pel·lícula explica la història de Charlie Babbitt (Tom Cruise), un jove i egocèntric comerciant d'automòbils de luxe que descobreix que el seu difunt pare ha deixat gairebé tota la seva fortuna a Raymond Babbitt (Dustin Hoffman), un savi autista i germà de Charlie, l'existència del qual Charlie abans no ho sabia.
- 2002: Les Diables de Christophe Ruggia; La pel·lícula explica l'amor incestuós de dos orfes fugitius, Joseph (Vincent Rottiers) i la seva germana Chloé (Adèle Haenel), que és autista no verbal i al·lèrgica al contacte físic.
- 2006: Crazy in Love (o Mozart and the Whale) de Petter Næss; Donald (Josh Hartnett) és un taxista amb Asperger que té un do per als números. Sentint-se molt sol, funda un grup per a persones autistes. Un dia s'uneix al grup una nova noia, Isabelle (Radha Mitchell), una perruquera amb Asperger dotada en música i art. Es coneixen i tots dos estimen els animals, concretament els ocells. Es desenvolupa una afinitat entre ell i Isabelle.
- 2006: Snow Cake de Marc Evans; Pel·lícula dramàtica sobre la relació entre Linda (Sigourney Weaver), que pateix autisme, i un turista britànic neuròtic, Alex (Alan Rickman),
- 2007: Autism: The Musical és un documental sobre les vides de diversos nens autistes i les seves famílies, mentre els nens escriuen i munten una obra de teatre. La pel·lícula va guanyar diversos premis, inclosos dos Premis Emmy.10 11 La pel·lícula gira entorn The Miracle Project, una organització sense ànim de lucre dedicada a proveir una vàlvula d'escapament creativa als nens autistes.
- 2008: Ben X de Nic Balthazar; Un jove flamenc de 17 anys que pateix la síndrome d'Asperger, presenta moltes dificultats per viure de manera normal. S'aïlla en un món virtual, jugant a un joc en línia, ArchLord. A través d'aquest joc coneix una altra usuària anomenada Scarlite, a qui coneixerà en la vida real i que l'ajudarà a afrontar les seves adversitats.
- 2009: Adam de Max Mayer; Adam Raki (interpretat per Hugh Dancy) és un jove tímid i aïllat amb síndrome d'Asperger, que viu sol a Manhattan després que el seu pare marxés. A causa de la seva condició, Adam té dificultats per comunicar-se amb els altres, i prefereix escapar a la seva passió: l'exploració espacial. Beth Buchwald, un personatge interpretat per Rose Byrne, és una professora i autora de llibres infantils que es trasllada a l'apartament just a sobre del d'Adam. Una nit, la Beth es sorprèn al trobar-lo netejant la seva finestra, penjant del terrat de l'edifici, amb un vestit espacial. Beth desenvoluparà una amistat per a Adam malgrat les seves peculiaritats. Aquest últim tindrà l'esperança d'una relació amb ella, però els primers intents seran maldestres per la seva por a la interacció social. Finalment, s'alliberarà prou de les seves rutines per poder viure amb Beth.[21]
- 2009: Mary et Max d'Adam Elliot; És una comèdia negra australiana, en forma de pel·lícula d'animació. Va ser escrita i dirigida per Adam Elliot i produïda per Melanie Coombs. Inspirada per la seva amistat amb Max, Mary estudia psicologia a la universitat i escriu el seu doctorat sobre la síndrome d'Asperger amb Max com a subjecte de prova. Ella espera que el seu escrit es publiqui en un llibre, però quan Max en rep una còpia, s'enfada perquè no ha tingut en compte la seva condició, que es veu com una part integral de la seva personalitat, i no com un trastorn que necessita tractament. Talla la comunicació amb Mary. Aquesta última, profundament afectada, acaba amb la seva carrera incipient i s'enfonsa en la depressió començant a beure, com havia fet la seva mare abans que ella. Per casualitat, un dia, mentre busca en un armari, troba una llauna de llet condensada i l'envia a Max com a disculpa. Es produirà el desenvolupament d'una amistat inusual.
- 2010: My Name Is Khan de Karan Johar.
- 2010: Temple Grandin de Mick Jackson (TV), basat en la vida de l'estatunidenc Temple Grandin.
- 2014: Imitation Game de Morten Tyldum, basat en la vida d'Alan Turing.
- 2014: X+Y és una pel·lícula el protagonista de la qual, Nathan Ellis, està basat en el geni Daniel Lightwing, que té Síndrome d'Asperger.
- 2015: Le Monde de Nathan de Morgan Matthews.
- 2015: Le Goût des merveilles, d'Éric Besnard; La pel·lícula és fruit d'un ampli treball de documentació sobre l'autisme d'Eric Besnard, el director, i s'inspira, entre altres coses, en els llibres de Daniel Tammet i de Josef Schovanec.[22]
- 2015: The Big Short, és una pel·lícula sobre la crisi del 2008 que se centra considerablement en el gestor de fons de cobertura Michael Burry, interpretat per l'actor anglès Christian Bale en un paper destacat. Burry creu estar a l'espectre autista, amb Síndrome d'Asperger. No es revela en el transcurs de la pel·lícula, però s'insinua clarament.[23]
- 2016: Mr. Wolff (The Accountant), de Gavin O'Connor.
- 2018: Monsieur je-sais-tout, de François Prévôt-Leygonie.
- 2019: Hors normes, de Olivier Nakache i Éric Toledano; Presentat fora de competició a la cloenda del 72è Festival de Cannes 2019.
- 2020: T'en fais pas, j'suis là; Telefilm dirigit per Pierre Isoard, amb Samuel Le Bihan en el paper del pare d'un nen autista.

### Sèries de televisió

#### Spock deStar Trek
El personatge de Spock, interpretat per Leonard Nimoy a Star Trek, s'ha comparat sovint amb algú amb síndrome d'Asperger, sobretot per Tony Attwood que analitza el conflicte que suposa la seva naturalesa dual, la seva herència vulcaniana l'empeny cap a la raó i la lògica, tenint en compte que les emocions degudes l'herència humana són una debilitat.

#### Sheldon Cooper de la sèrieThe Big Bang Theory

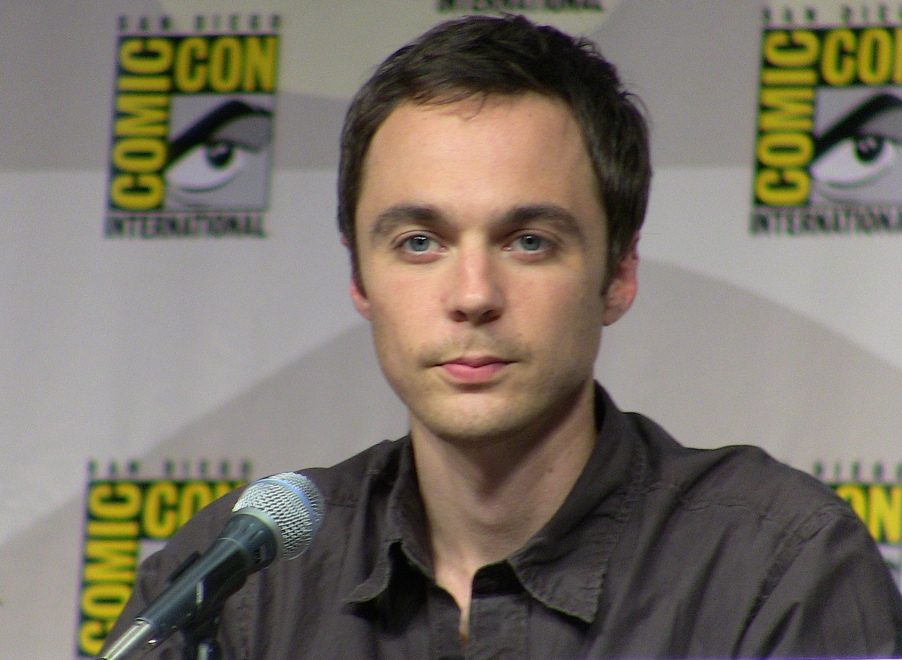
L'actor Jim Parsons, que interpreta Sheldon, parlant a la Comic-Con

Sheldon Cooper (interpretat per Jim Parsons) és un físic de l'Institut Caltech que té un coeficient intel·lectual de 187. És famós per la seva ferma creença que ningú pot tenir una intel·ligència igual a la seva, així com per fer una mica de detall sobre fets i teories científiques aparentment trivials per a ell, i per no tenir pràcticament cap socialització. Tot i que el comportament de Sheldon pot assemblar-se al comportament de certes persones amb síndrome d'Asperger, és important assenyalar que aquest personatge és particularment caricaturitzat, i que els mateixos escriptors van recordar a l'hora de definir els seus comportaments sheldonescs.

#### Abed Nadir deCommunity

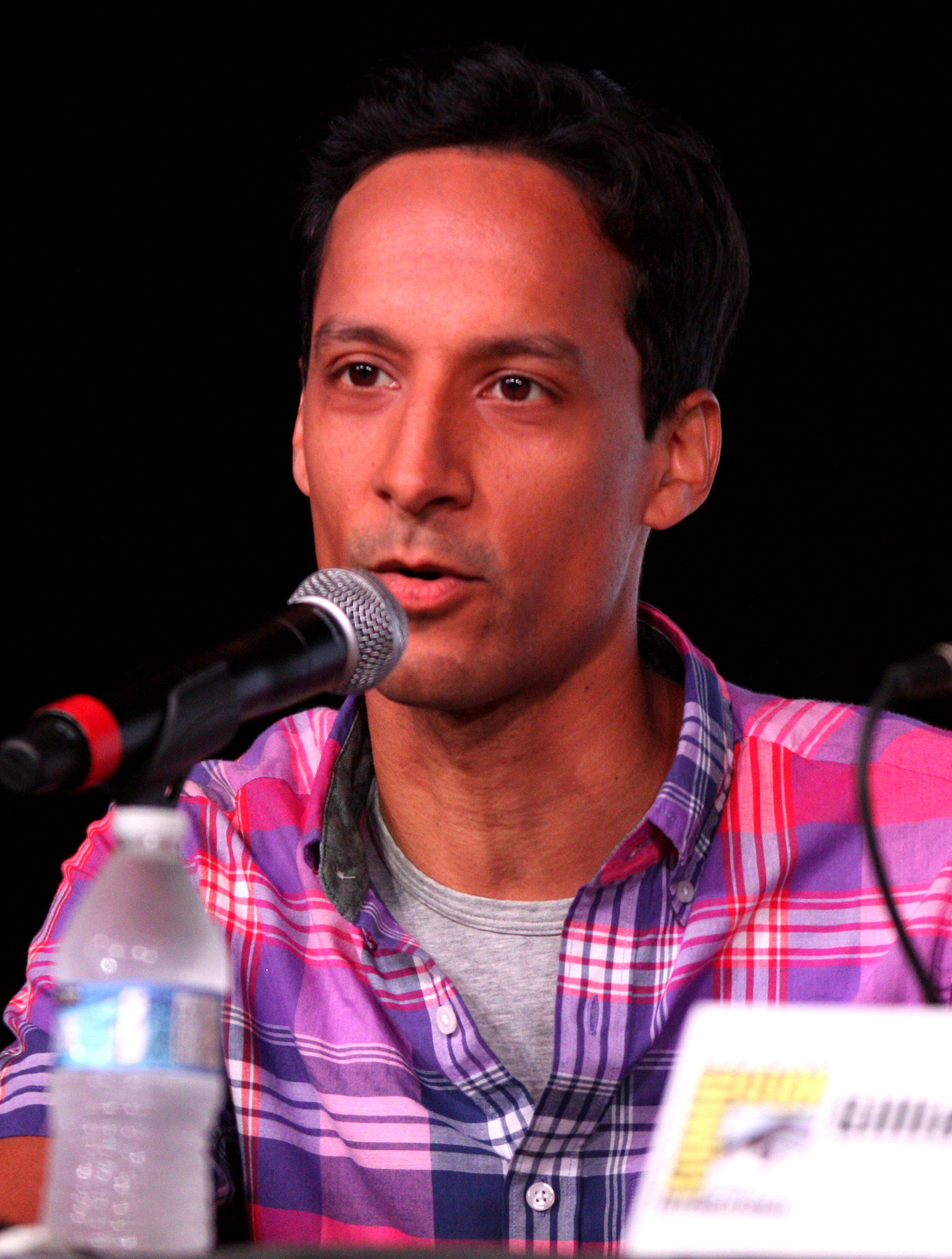
Danny Pudi, l'actor que interpreta Abed Nadir.

Abed Nadir (interpretat per Danny Pudi) és un jove palestí-polonès-estatunidenc, aparentment impassible, apassionat per la cultura pop i que aspira a ser director. Com Spock, Abed sent simpatia pels seus amics, és molt analític, parla en un to força monòton i entretallat, i amb franquesa, la qual cosa fa que alguns dels seus amics sospitan que té Asperger. A diferència de la sèrie The Big Bang Theory, la síndrome d'Asperger es declara oficialment.

#### Will Graham de la sèrieHannibal
A l'episodi pilot d'Hannibal, se li pregunta a Will Graham (interpretat per Hugh Dancy): «En quina part de l'espectre et trobes?»; ell respon: «[…] prop de la síndrome d’Asperger». Més tard, Hannibal Lecter observaria que a Graham «no li agrada mantenir el contacte visual". Però en el novè episodi, afirma que Graham "té massa neurones mirall».

#### Dr. Spencer Reid de la sèrieCriminal Minds
El personatge del Dr. Spencer Reid, interpretat per Matthew Gray Gubler, presenta molts trets pertanyents a la síndrome d'Asperger, inclosa la seva manca d'habilitats socials i la seva tendència a digressar en determinats temes. També és incòmode en situacions socials i pot espantar la gent sense voler, fent-los perdre l'esperança sobre la seva situació. Al principi de la sèrie, un criminal ja havia notat algunes de les seves tendències autistes. El personatge manté una forta amistat amb unes quantes persones, i es commou profundament quan una d'elles marxa. Aquest fort vincle es va veure clarament quan una persona amb qui compartia una passió comuna va ser assassinada davant seu. També va mostrar un fort vincle amb un nen autista els pares del qual havien estat segrestats. Gubler va confirmar que el personatge sí que tenia síndrome d'Asperger, així com una possible esquizofrènia menor.

#### Sonya Cross de la sèrieThe Bridge
El personatge principal de la sèrie The Bridge compta amb la detectiu Sonya Cross del departament de policia d'El Paso (interpretada per l'actriu alemanya Diane Kruger al costat de l'actor mexicà Demián Bichir com el detectiu Marco Ruiz de la policia estatal de Chihuahua) que síndrome d'Asperger. Encara que no s'ha declarat oficialment, el diagnòstic de la síndrome d'Asperger de Sonya és reconegut pels productors del programa i l'equip de producció que inclou l'especialista en síndrome d'Asperger, Alex Plank, que ell mateix té la malaltia.
La sèrie es basa en una altra del mateix nom (en suec Bron), produïda l'any 2011 al pont de l'Øresund que uneix Dinamarca amb Suècia, que compta amb Sofia Helin com a Saga Norén de la policia criminal sueca, de Malmö, i Kim Bodnia com Martin Rohde, policia danesa, de Copenhaguen. Els autors van afirmar: «No vam dir que tingués la síndrome d'Asperger, si ho haguéssim fet hauríem hagut de seguir exactament les característiques diagnòstiques».

#### Benedict Cumberbatch en la sèrieSherlock

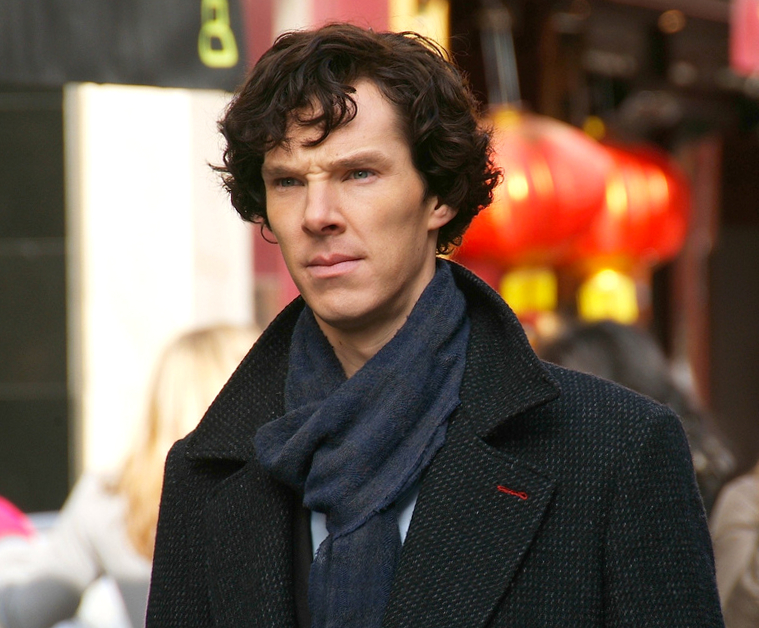
Benedict Cumberbatch interpreta Sherlock Holmes, un personatge descrit com a autista

Sherlock Holmes d'Arthur Conan Doyle de vegades s'ha descrit com té trets associats amb la síndrome d'Asperger. La sèrie de la BBC Sherlock fa referència explícita a la síndrome d'Asperger. Així, trobem a l'episodi The Hounds of Baskerville el següent diàleg:
 Lestrade: Crec que li agrada tenir cares conegudes davant seu. Recorda la seva... la seva...
 Dr Watson: Síndrome d'Asperger?

#### Dr. Temperance "Bones" Brennan de la sèrieBones
El personatge principal de la sèrie Bones, Temperance Brennan, es va inspirar en un amic «Aspie» del director.

#### Dr. Gregory House de la sèrieHouse, MD
El doctor Gregory House, conegut freqüentment com «House», ha estat sovint sospitat pels espectadors de la sèrie de tenir la síndrome d'Asperger. Personatge principal de la sèrie estatunidenca del mateix nom, interpretada per l'actor anglès Hugh Laurie, dirigeix un equip a l'hospital fictici de Princeton Plainsboro a Nova Jersey.
House ha estat descrit com a misantròp, cínic, narcisista i malhumorat. És l'únic personatge que apareix als 177 episodis.
House diu sovint que «tothom menteix», però en broma assenyala que menteix quan ho diu. House critica les etiquetes socials perquè no són racionals i no serveixen de res. A l'episodi de la tercera temporada, Lines in the Sand, explica com enveja a un pacient autista perquè li permet renunciar a les delicadeses socials que ell mateix ha de suportar.
En el mateix episodi, el doctor Wilson suggereix que House ha de tenir la síndrome d'Asperger, que es caracteritza per una sèrie de trets que es troben en ell, com la dificultat per acceptar les regles socials, la manca d'interès pel seu aspecte físic i la resistència al canvi.
House és un inconformista i li dóna poca importància al judici dels altres sobre ell. Al llarg de la sèrie, mostra menyspreu cap a l'autoritat. House mostra un menyspreu gairebé constant per la seva pròpia aparença, vestint-se amb texans gastats, camises arrugadas, samarretes i sabatilles esportives. Evita portar la tradicional bata blanca de metge per evitar que els pacients el reconeguin com a tal, preferint, en canvi, portar una jaqueta amb ratlles o, amb menys freqüència, una jaqueta de motorista.

#### Dr. Eugene Porter de la sèrieThe Walking Dead
El doctor Eugene Porter (interpretat per Josh McDermitt) de The Walking Dead té molts dels trets de la síndrome d'Asperger. És socialment maldestre i sovint utilitza un llenguatge pedant. Eugene també sembla tenir un coneixement excepcional i expert en determinades àrees especialitzades relacionades amb la ciència. En una entrevista de novembre de 2014, sobre la possible síndrome d'Asperger del seu personatge, l'actor Josh McDermitt va respondre: «No vull parlar d'aquest tema», indicant de passada que aquest potencial afecte d'Eugene és un dels «secrets de l'espectacle».

#### Elliot de la sèrieMr. Robot
El personatge Elliot, de la sèrie Mr. Robot, també presenta al començament de la sèrie una sèrie de símptomes que poden suggerir la síndrome d'Asperger. És socialment maldestre, parla amb un to monòton, té un ventall restringit d'expressions facials i no tolera el contacte físic. També és un furoner excepcional. Posteriorment, apareixen noves patologies, com l'amnèsia, o fins i tot les al·lucinacions, que no estan vinculades a la síndrome.

#### Jesse Banks de la sèrie australianaThe Code(2014)
Jesse Banks és un furoner en llibertat condicional, vigilat constantment pel seu germà periodista. Implicat en un afer secret d'estat, Jesse es troba brutalment confrontat amb les realitats del món i ha d'aprendre a gestionar les seves angoixes sol per salvar la seva vida i ajudar el seu germà.
L'actor Ashley Zukerman va rebre un premi AACTA el 2014 per la seva notable actuació en aquest paper principal.

#### Jerry Espenson de la sèrieBoston Justice
Jerry Espenson (interpretat per Christian Clemenson) presentat per primera vegada com un important financer de la firma Crane, Poole & Schmidt i que pateix la síndrome d'Asperger és un col·laborador burlat pels socis de la firma. Anomenat per ells «la mà» perquè sempre posa les mans als genolls en totes les circumstàncies, fins i tot quan està dempeus o caminant, també té tics com saltar quan està estressat, repetir diverses onomatopeies com «Bingo», xiscles quan està ansiós. ...
Assabentat que no serà seleccionat per convertir-se en un dels socis principals de la firma, arribarà a prendre com a ostatge un dels socis que dirigeix aquesta firma. Tractat amb teràpia, després tornarà a l'oficina en particular per demanar ajuda al seu amic que sempre l'ha donat suport, l'advocat Alan Shore que l'ajudarà a sortir de la vergonyosa situació en què s'ha trobat Jerry. Posteriorment, obre el seu propi despatx i es converteix en advocat de la part contrària al gabinet de Crane, Poole & Schmidt. Per superar les seves pors i fer desaparèixer els signes de la seva síndrome d'Asperger, farà servir una cigarreta de fusta que veu com una tècnica de relaxació, esdevé, per tant, un defensor tenaç i assertiu, que fins i tot arriba a fer broma amb les persones presents en el tribunal.

#### Astrid Nielsende la sèrieAstrid & Raphaëlle
Astrid Nielsen (Sara Mortensen) es presenta obertament com a autista. És bibliotecària criminal, i el seu interès específic per la medicina forense, així com pels trencaclosques i els enigmes, és un actiu considerable per a la seva companya d'equip Raphaëlle per resoldre investigacions. Astrid presenta molts trets autistes, inclosa la hipersensibilitat sensorial i l'autoestimulació.
A l'episodi 7 ens assabentem que tenia un oncle que també era autista.

#### Dr. Shaun Murphy de la sèrieThe Good Doctor
El Dr. Shaun Murphy és un dels personatges principals de la sèrie The Good Doctor. En el primer episodi es presenta com algú amb síndrome d'Asperger, i també és autista savant. El seguim durant les seves pràctiques a San José Saint Bonaventura.

## Llibres

### Novel·les
- El curiós incident del gos a mitjanit (2003)', de Mark Haddon.
- L'Enfant bleu (2004), de Henry Bauchau.
- La saga Millennium (2005-2007), de Stieg Larsson. És en el primer volum de la trilogia de Larsson que el lector s'assabenta que l'heroïna Lisbeth Salander probablement pateix una forma de síndrome d'Asperger. A continuació, al volum 2, durant una conversa entre Mikael Blomkvist i l'antic tutor de Lisbeth, Holger Palmgren, el lector pot fer-se una idea clara de la personalitat de Lisbeth a través de les seves accions en els dos primers volums de la novel·la. Aprenem que té una memòria eidètica, que és immillorable als escacs, que li encanten els trencaclosques, que és immillorable en determinades proves d'intel·ligència, que es comunica molt malament amb els altres. No obstant això, Holger Palmgren tindrà cura d'observar: «Si llegiu les descripcions clíniques de pacients amb síndrome d'Asperger, hi ha algunes coses que encaixen perfectament amb Lisbeth, però hi ha tantes coses que no encaixen gens».
- D'Elisabeth Motsch: 
  - Gabriel (2006).
  - La Bécassine de Wilson (2008); l'autora descriu la dificultat de trobar l'atenció mèdica adequada per al seu fill que pateix la síndrome d'Asperger.
- Les Mots des autres (2009), de Clare Morral. Al final de la novel·la ens assabentem que probablement un o dos dels personatges han desenvolupat aquesta forma de diferència.
- Le Tailleur de pierre (2005), de Camilla Läckberg. El tercer volum del novel·lista presenta un personatge amb la síndrome d'Asperger, Morgan, un desenvolupador informàtic que va aprendre a reconèixer les emocions gràcies als dibuixos de la seva mare.
- A Courir avec des ciseaux (2002), d'Augusten Burroughs, el germà del jove heroi té la síndrome d'Asperger i té un gran talent en mecànica.
- Le Monde de Marcelo (2009), de Francisco X. Stork, que relata la vida d'un adolescent que pateix la síndrome d'Asperger, i que va desenvolupar un gran interès per la religió i en particular, durant un estiu, la seva experiència del món laboral «normal», a instàncies del seu pare que es nega a viure. els marges de la societat.
- The Half-Life of Planets (2010), d'Emily Franklin i Brendan Halpin. Un dels dos personatges principals dels quals és un adolescent que és plenament conscient de patir aquesta síndrome. La novel·la descriu la construcció d'una relació romàntica vista alternativament pels seus dos protagonistes.
- Le théorème du homard (2013), de Graeme Simsion.
- El psiquiatre i escriptor Emmanuel Venet és l'autor de la novel·la Walk straight, turn in circles (2016) en la qual presenta un jove de quaranta anys que pateix la síndrome d'Asperger, i que té com a principals interessos el scrabble, els desastres aeris i una companya de classe (tot i que es va convertir en una actriu secundària) desapareguda durant uns trenta anys, per no parlar d'una meticulosa inclinació a la precisió, fins i tot sobre els detalls que altres ho considerarien trivials.
- De Josef Schovanec: 
  - Je suis à l'Est! Savant et autiste, un témoignage unique (2012).
  - Éloge du voyage à l'usage des autistes et de ceus que ne le sont pas assez (2014).
  - De l'Amour en Autistan (2015).
  - Chroniques des «Carnets du monde» (2016).
  - Chroniques des «Carnets du monde», volum 2 (2017).
- De Daniel Tammet: 
  - Je suis né un jour bleu (Born on a Blue Day) (2007)
  - Embrasser le ciel immense. Le cerveau des génies (Embracing the Wide Sky) (2009)
- Einstein, le sexe et moi. Romance télévisuelle avec mésanges (2018), de Olivier Liron; Autobiografia d'un Asperger autista, normal i crònic guanyador de Questions pour un Champion.
- Les Autodafeurs (2014), de Marine Carteron; Césarine, un dels personatges principals és autista amb Asperger

### Còmics i novel·les gràfiques
- Dachez, Julie. La Différence invisible (en francès).  Paris: Delcourt, 2016 (Mirages). ISBN 978-2-756-07267-8.
- Gleason, Émile. Ted drôle de Coco (en francès).  Atrabile, 2018 (Flegme). ISBN 978-2-889-23070-9. Premi Revelació al Festival d'Angoulême 2019.

El 14 de març de 2019 es va estrenar el primer volum de la sèrie de novel·les gràfiques Les Fabuleuses Aventures d'Aurore, creat per Joann Sfar i Douglas Kennedy, l'heroïna dels quals és una noia jove, autista no verbal, capaç de sentir molt profundament les emocions dels altres.

## Videojocs
- Al videojoc Watch Dogs 2 (Ubisoft - 2016), el personatge Josh, membre d'un grup de furoners, té la síndrome d'Asperger.
- River, personatge femení del videojoc To the Moon (Freebird Games - 2011), pateix aquesta síndrome. Té trastorns de comunicació i està obsessionada amb fer papiroflèxia en forma de conill. La síndrome d'Asperger no s'esmenta explícitament, però el seu acompanyant és convidat a llegir un llibre de Tony Attwood per entendre millor la seva diferència.
- Symmetra, un personatge femení del videojoc Overwatch (Blizzard - 2016), és autista.[46][47]

## L'autisme a la cultura popular des del 2020
La dècada del 2020 ha vist nombroses publicacions de llibres populars relacionats amb l'autisme, així com sèries de televisió i pel·lícules relacionades amb l'autisme, que han contribuït a augmentar la consciència i la comprensió de l'autisme a la cultura popular. Alguns exemples inclouen:
- Love on the Spectrum és una telerealitat australiana que segueix persones amb l'espectre de l'autisme i que es va emetre per primera vegada el novembre del 2019. Una versió estatunidenca, que comptava amb Jennifer Cook O'Toole, es va emetre el 2022.
- El llibre Our autistic lives: personal accounts from autist adults de 20 a 70+ va ser compilat per l'escriptor sobre l'autisme britànic Alex Ratcliffe[48] i es va publicar el gener de 2020.[49]
- El curtmetratge de Pixar de gener de 2020, Loop, d'Erica Milsom, presentava una adolescent autista no verbal.
- A Kind of Spark és un llibre per a nens sobre una noia autista, publicat per l'autora britànica Elle McNicoll el 2020. El 2023, la BBC va emetre una sèrie de televisió basat en aquest llibre
- Al Regne Unit, la BBC va emetre el documental Paddy And Christine McGuinness: Our Family And Autism el desembre de 2021.[50]
- Unmasking Autism: Discovering the New Faces of Neurodiversity va ser un llibre popular escrit pel psicòleg estatunidenc Devon Price i publicat l'abril de 2022.[51]
- Extraordinary Attorney Woo és una sèrie de televisió de Corea del Sud sobre una dona autista que es va emetre per primera vegada el juny del 2022.
- The Loudest Girl In The World és una sèrie de podcasts narratius en anglès sobre el diagnòstic d'autisme de la periodista estatunidenca Lauren Ober. Va ser emès el 2022.[52]

## Percepció mediàtica de l'autisme
La representació mediàtica de l'autisme generalment no s'ajusta a la realitat. Tal com assenyala Josef Schovanec, els temes clàssics dels mitjans de comunicació relacionats amb l'autisme a França aborden generalment la qüestió de «quants llocs crear en establiments especialitzats per a nens que pateixen aquesta malaltia», mentre que una gran part de les persones autistes no volen ser institucionalitzades, i que són capaços de viure en un entorn normal:
| «                  | Afirmar o donar a entendre al llarg de les preguntes formulades que les persones autistes ha d'estar «per naturalesa» a l'hospital psiquiàtric hauria de ser tan impactant i inadmissible com ho serien afirmacions similars sobre el lloc de la dona a la llar familiar. | » |
| — Josef Schovanec. | |   |

### Violència
La representació mediàtica sovint porta a suposar un vincle fals entre l'autisme i els comportaments inadequats, la violència, la delinqüència i la criminalitat, especialment als mitjans anglòfons, francòfons i germanòfons.
L'anàlisi d'un corpus de 100 obres de literatura infantil i juvenil amb un personatge principal amb discapacitat, publicats en francès i italià entre 1995 i 2005, mostra que les persones autistes es presenten essencialment com a violentes, malgrat el rebuig d'aquesta imatge tant de persones autistes com dels seus pares o professionals de la salut: «En la literatura infantil, la violència de l'heroi discapacitat, que es manifesta a través de crits, udols, mossegades o cops, sembla ser l'especificitat dels personatges amb síndrome autista».
Segons la investigadora en sociologia Anne McGuire, Robert Chapman, i el psiquiatre infantil Mohammad Ghaziuddin, hi ha un biaix significatiu en la manera com es tracta la informació relacionada amb la violència en l'autisme als mitjans: violència rebuda per persones no autistes de persones autistes, i casos individuals de persones autistes que han comès actes violents o delictius són molt visibles, mentre que la violència que pateixen les persones autistes és invisible, o considerada «normal».

### Capacitats«savants»
La distribució generalitzada de la pel·lícula Rain Man, estrenada l'any 1988 als Estats Units d'Amèrica, va provocar el que Steve Silberman anomena «efecte Rain Man», una fascinació pels «autistes savants», que va portar a potenciar la imatge de les persones autistes entre el gran públic als països occidentals, que de vegades arriben a considerar l'autisme com una forma potencial de geni.

## Teoria del vaccí triple víric
Al Regne Unit, el vaccí triple víric fou objecte de controvèrsia després de la publicació d'un document de 1998 per Andrew Wakefield et al. que documentava un estudi de dotze nens que sofriren trastorns de l'espectre autista i símptomes intestinals, inclosos els casos en què inicialment es va considerar que era poc després de l'administració del vaccí triple víric.
El març del 2007, la BioMed Central va postular que els informes de premsa sobre l'estudi de Wakefield havien «donat la impressió enganyosa que la relació amb l'autisme era tan considerable com les proves en contra». Articles previs publicats a Communication in Medicine i a The BMJ arribaven a la conclusió que els informes de premsa reflectien un retrat enganyós sobre el suport a la teoria de Wakefield.
PRWeek es va adonar que, un cop Wakefield va ser retirat del registre mèdic per mala praxi el maig del 2010, el 62% dels enquestats sobre la polèmica del vaccí triple víric van constatar no haver tingut la impressió que la premsa fes reportatges responsables sobre problemes sanitaris.
El 2010, el Col·legi Mèdic General va trobar que la investigació de Wakefield era «deshonesta»; el 2011, The BMJ la va declarar fraudulenta.
Un article del New England Journal of Medicine en què s'investigava la història dels antivacunes va dir que l'oposició a les vacunes ha existit des del segle xix, però que «ara, els mitjans de comunicació elegits normalment pels antivacunes són la televisió i Internet, incloses les xarxes socials, que acostumen a influir en l'opinió pública i distreure l'atenció de l'evidència científica».
El paper dels mitjans de comunicació en el sensacionalisme respecte al vaccí triple víric es va discutir al The BMJ:
| « | The original paper has received so much media attention, with such potential to damage public health, that it is hard to find a parallel in the history of medical science. Many other medical frauds have been exposed, but usually more quickly after publication and on less important health issues. L'article original va rebre tanta atenció mediàtica, amb tant de potencial per danyar la salut pública, que és difícil trobar un paral·lelisme en la història de la ciència mèdica. S'han exposat molts altres fraus mèdics, però normalment molt més ràpid després de la publicació, i pel que fa a problemes sanitaris menys importants. | » |

També es va suscitar la preocupació respecte al paper dels periodistes que informaven sobre teories científiques «que amb prou feines es troben en disposició de qüestionar i comprendre».
Neil Cameron, historiador especialitzat en història de la ciència, en un escrit per a la Montreal Gazette, va qualificar la controvèrsia d'un «fracàs del periodisme» que havia donat com a resultat morts innecessàries, dient que: 
- 1) The Lancet no hauria d'haver publicat un estudi basat en «resultats estadísticament insignificants» de només 12 casos;
- 2) la revista satírica Private Eye havia continuat la croada antivacunes, i
- 3) els rumors de pares preocupats i famosos crèduls atiaven les pors generalitzades.[77]

The Gazette també va denunciar que:
| « | There is no guarantee that debunking the original study is going to sway all parents. Medical experts are going to have to work hard to try to undo the damage inflicted by what is apparently a rogue medical researcher whose work was inadequately vetted by a top-ranked international journal. No hi ha garanties que desmentir l'estudi original persuadeixi tots els pares. Els experts en medicina hauran de treballar de valent per intentar desfer el mal que ha inflingit qui aparentment és un investigador mèdic dubtós, el treball del qual va ser aprovat inadequadament per una publicació internacional d'alt nivell. | » |

## Persones destacades
Algunes personalitats destacades, com l'escriptora i dissenyadora de sistemes per a la manipulació d'animals estatunidenc Temple Grandin; l'escriptor, crític musical i guanyador del Premi Pulitzer estatunidenc Tim Page, i l'activista medimabiental sueca Greta Thunberg són autistes.
Thunberg, que va iniciar l'agost del 2018 el moviment Fridays For Future, ha explicat com el «do» de tenir Síndrome d'Asperger l'ajuda a «veure les coses de manera original» pel que fa al canvi climàtic. En una entrevista amb Nick Robinson, locutor del programa Today, de la BBC Radio 4, l'activista de llavors 16 anys va dir que l'autisme l'ajuda a veure les coses en «blanc i negre». Ella va continuar dient:
| « | It makes me different, and being different is a gift, I would say. It also makes me see things from outside the box. I don't easily fall for lies, I can see through things. I don't think I would be interested in the climate at all, if I had been like everyone else. Many people say that it doesn't matter, you can cheat sometimes. But I can't do that. You can't be a little bit sustainable. Either you're sustainable, or not sustainable. For way too long the politicians and people in power have got away with not doing anything at all to fight the climate crisis and ecological crisis, but we will make sure that they will not get away with it any longer. Em fa diferent, i ser diferent és un do, diria. També em fa veure les coses de manera original. No se m'agafa fàcilment amb mentides; puc veure a través de les coses. No crec que hagués estat gens interessada en el clima, si hagués estat com qualsevol altra persona. Molta gent diu que no importa, que de vegades pots enganyar. Però jo no ho puc fer. No pots ser només una mica sostenible. O ets sostenible o no ho ets. Durant massa temps, els polítics i persones a càrrec han sortit amb la seva sense fer res per lluitar contra la crisi climàtica i ecològica, però nosaltres ens assegurarem que no tornaran a sortir amb la seva. | » |

A més, l'especulació mediàtica sobre si algunes personalitats contemporànies són a l'espectre autista s'ha fet popular recentment. La revista New York Magazine ha informat sobre alguns exemples, entre els quals s'inclou que la revista Time va insinuar que Bill Gates és autista, i el biògraf de Warren Buffett va escriure que la seva prodigiosa memòria i la seva «fascinació pels números» li donaven «una aura vagament autista». La revista també va informar que el doctor Drew Pinsky, del programa Celebrity Rehab, considerava el jugador de bàsquet Dennis Rodman com a candidat a un diagnòstic d'Asperger, i l'especialista consultat de la Universitat de Califòrnia a Los Angeles «va semblar que hi estava d'acord».
Nora Ephron va criticar aquestes conclusions, escrivint que els diagnòstics especulatius populars insinuen que l'autisme és «una epidèmia, o alguna cosa obertament sobrediagnosticat que abans es deia d'una altra manera». Thomas Sowell ha criticat el diagnòstic de Bill Gates de la revista Time, dient que els que ho estan diagnosticant no l'han vist en persona. Paul Steinberg ha criticat també les descripcions literàries de Buffett i Page com a autistes, assenyalant que aquests homes poden equilibrar-se de manera més completa que un nen o adult amb deficiències en el llenguatge i dèficits cognitius realment autista.